# Liu Li
Liu Li (nacida el 12 de diciembre de 1953) es una arqueóloga sinoestadounidense más conocida por su trabajo sobre la arqueología china del Neolítico y la Edad del Bronce . Es profesora Sir Robert Ho Tung de Arqueología China en la Universidad de Stanford . 

## Edad temprana  y educación
Liu fue enviado a la región cercana a Yan'an en 1969 como parte del programa del gobierno para reasentar a jóvenes urbanos privilegiados . Tomó el mismo tren que el futuro líder supremo de China, Xi Jinping . En 1971, Liu comenzó a trabajar en una fábrica de municiones en Tongchuan . En una entrevista de 2016 con Chinese Archaeology Web, describe la fabricación continua de los mismos dos componentes de armas de fuego durante siete años como "increíblemente, increíblemente aburrida". Formó parte de las primeras oleadas de estudiantes que presentaron el Examen Nacional de Ingreso a la Educación Superior a la universidad cuando se restableció en 1977. Liu postuló a la Universidad del Noroeste (China) y completó su licenciatura en arqueología en 1982. Liu asiste a la Universidad Temple en Filadelfia para obtener su maestría. Luego completó su doctorado. en la Universidad de Harvard bajo la dirección del destacado arqueólogo Kwang-chih Chang . 

## Carrera
En 1996, Liu se convirtió en profesor en la Universidad La Trobe en Melbourne, Australia. 
En 2010, se convirtió en profesora Sir Robert Ho Tung de Arqueología China en la Universidad de Stanford . 